# 桂朝太郎
桂 朝太郎（かつら ちょうたろう、1946年2月11日 - ）は大阪府出身の落語家。本名は小田 幸吉（おだ こうきち）。大阪高等学校出身。独身。愛称は「朝（ちょう）さん」。

## 来歴・人物
学生時代に3代目桂米朝の「愛宕山」をラジオで聴いて落語家に憧れる。1965年4月に米朝に入門。初舞台は翌年の1966年に千日劇場であった。千日劇場閉鎖後は神戸松竹座などで修行。所属事務所は松竹芸能。上方落語協会理事→顧問（2018年6月1日 - ）。手品、バルーンアート、日本舞踊などを得意としており、自称「いろもん落語家（マジカル落語）」。マジックの師匠はジョニー広瀬。
米朝一門ではあるものの米朝事務所に所属していないため、一門会や勉強会に出演することは少なく、一門との交流も少ない（ただし同じ時期に内弟子修行をした桂ざこばとは交流があった）。また2015年の「第25回彦八まつり」で行なわれた奉納落語会（2日目夜の部）「桂米朝追善落語会」では、座談会のパネラーとして出演した。2024年6月のざこば死去後は米朝直門の最古参に。

## エピソード
- 正式な初舞台は1966年の千日劇場だがそれ以前にも数度舞台を踏んでいる。入門間もない頃に神戸国際会館で行なわれた大喜利に3代目桂文我が酔っ払って舞台に出られないので急遽舞台に出ている。
- マジカル落語は、一門が集まった際に米朝から「おまえ おもろいことやれ」と言われ、趣味だった手品を小噺を交えやったところ米朝の好評を得て、高座でかけるようになった。
- 日本舞踊は米朝の夫人から教わった。
- 『笑福亭鶴光のオールナイトニッポン』のコーナーであった「小咄その1．小咄その2」は朝太郎が考案。枕でやっていたのを鶴光がヒントにしラジオでやるようになった。